# Li Shixin
Li Shixin (Maoming, 12 febbraio 1988) è un tuffatore cinese naturalizzato australiano.

## Palmarès
Cina
- Mondiali

Shanghai 2011: oro nella trampolino 1m.
Barcellona 2013: oro nella trampolino 1m.
 Australia
- Mondiali

Budapest 2022: bronzo nel trampolino 1m.
Doha 2024: argento nel trampolino 1m, bronzo nella squadra mista.
- Giochi del Commonwealth

Birmingham 2022: argento nel trampolino 1m e nel sincro 3m misto, bronzo nel sincro 3m.